# Forstweiher (Rheinbach)
Der Forstweiher (gelegentlich auch als Schwanenweiher bezeichnet) ist ein künstlich angelegter Weiher auf der Gemarkung der Stadt Rheinbach im Rhein-Sieg-Kreis in Nordrhein-Westfalen. Er befindet sich im Rheinbacher Wald und ist dort das größte von insgesamt 14 Gewässern im Waldgebiet. Er befindet sich südlich des Stadtzentrums und dort westlich der Landstraße 113, die von Norden kommend in südwestlicher Richtung durch den Rheinbacher Wald verläuft. Im nördlichen Bereich befinden sich einige Abflüsse in den Stiefelsbach. Das Gewässer wurde durch ein Hochwasser im Jahr 2022 beeinträchtigt, als eine Staumauer brach. Diese wurde im April 2022 wieder instand gesetzt, mit Beton eingefasst und mit Schotter unterfüttert.